# 細川裕子
細川 裕子（ほそかわ ゆうこ、1981年12月11日 - ）は、愛知県出身の競艇選手。登録番号4123。身長157cm。血液型O型。88期。同期に吉永則雄、三井所尊春、廣中智紗衣らがいる。

## 来歴
- 2001年5月22日、常滑競艇場でデビュー。
- 2002年2月27日、唐津競艇場での一般競走で初勝利。
- 2004年2月28日、多摩川競艇場での「第17回JAL女子王座決定戦競走」でG1初出場。
- 2006年3月1日、浜名湖競艇場でのJAL女子王座決定戦競走でG1初勝利。
- 2009年7月20日、大村競艇場での「第6回夢の初優勝W決定戦〜マンスリーKYOTEI杯」で初優勝（優出5回目）。
- 2009年9月27日、住之江競艇場での女子リーグ第9戦で優勝（通算2回目）。
- 2010年6月29日、若松競艇場での女子リーグ第5戦で優勝（通算3回目）。
- 2011年7月27日、住之江競艇場でのオール女子戦「大阪スポーツ賞第23回アクアクイーンカップ」で優勝（通算4回目）。
- 2011年12月19日、尼崎競艇場での女子リーグ第9戦「クィーンロード2011」で優勝（通算5回目）。

## 人物
- プライベートでは横西奏恵や宇野弥生、池田明美・浩美姉妹らと仲が良い。
- 2004年9月28日、住之江競艇場での女子リーグ戦において顔面を大怪我する事故で翌年6月まで欠場し、一時、視力の急激な低下等で選手生命を危ぶまれた。